# Русско-Паевское сельское поселение
Русско-Паевское се́льское поселе́ние — муниципальное образование в Инсарском районе Мордовии Российской Федерации.
Административный центр — село Русская Паевка.

## История
Статус и границы сельского поселения установлены Законом Республики Мордовия от 28 декабря 2004 года № 119-З «Об установлении границ муниципальных образований Инсарского муниципального района, Инсарского муниципального района и наделении их статусом сельского поселения, городского поселения и муниципального района».
Законом от 19 мая 2020 года, в Русско-Паевское сельское поселение (сельсовет) были включены все населённые пункты двух упразднённых сельских поселений (сельсоветов): Челмодеевско-Майданского и Ямщинского.

## Население
| 2002 | 2010 | 2012 | 2013 | 2014 | 2015 | 2016 |
| ---- | ---- | ---- | ---- | ---- | ---- | ---- |
| 624  | ↘507 | ↘482 | ↘468 | ↘445 | ↘428 | ↘417 |
| 2017 | 2018 | 2019 | 2020 | 2021 |      |      |
| ↘414 | ↘406 | ↘394 | ↘387 | ↗783 |      |      |

## Состав сельского поселения
| № | Населённый пункт     | Тип населённого пункта | Население |
| - | -------------------- | ---------------------- | --------- |
| 1 | Засечная Слобода     | село                   | ↘43       |
| 2 | Кульмеж              | деревня                | ↘138      |
| 3 | Русская Паевка       | село                   | ↘326      |
| 4 | Козловка             | село                   | ↘14       |
| 5 | Челмодеевский Майдан | село                   | ↘230      |
| 6 | Свобода              | посёлок                | ↘1        |
| 7 | Ямщина               | село                   | ↘269      |